# Vanvitelli (metropolitana di Napoli)
Vanvitelli è una stazione della linea 1 della metropolitana di Napoli.

## Storia
I lavori ebbero inizio nel 1977, ma furono in seguito interrotti e ripresero nel 1985. La stazione fu inaugurata il 28 marzo 1993, come parte della prima tratta inaugurata della linea 1. La realizzazione della stazione ha comportato un investimento complessivo di circa 22,1 milioni di euro.

## Strutture e impianti
La stazione, in galleria, occupa una superficie di 5 419 m², con un'area di intervento pari a 8 000 m². La profondità della stazione è di 20 metri, presenta una pendenza del 5,5% e dispone di 13 impianti e 4 uscite.

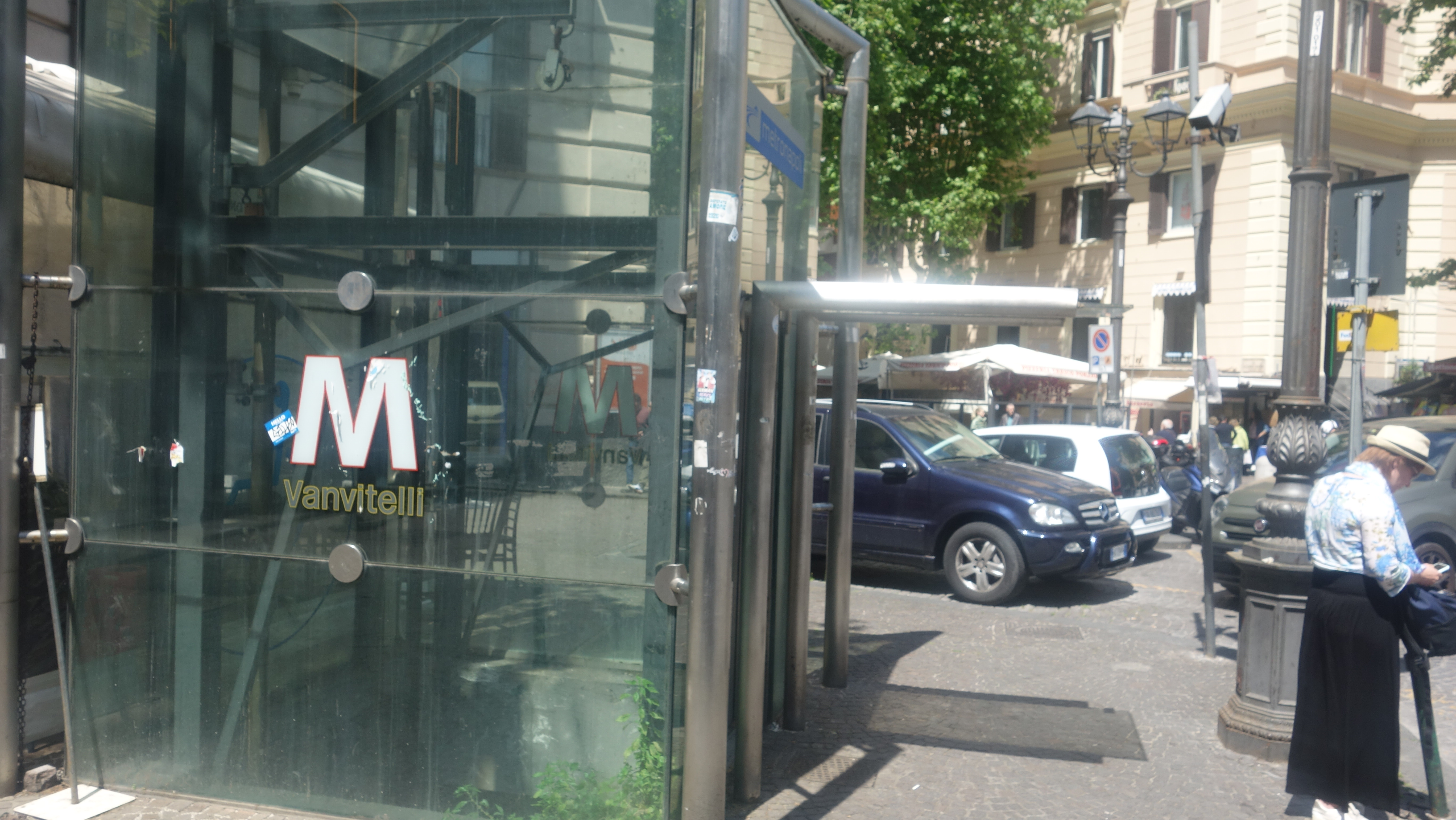
Ascensore a piazza Vanvitelli

Le uscite sono poste ai quattro angoli di piazza Vanvitelli e in via Cimarosa. Inoltre, è presente un sottopassaggio d'interscambio che porta dalla stazione direttamente alle funicolari di Chiaia e Centrale. Il corridoio che porta alla funicolare Centrale è dotato di marciapiedi mobili. La stazione è dotata di asta di manovra essendo stata capolinea provvisorio alla prima apertura del 1993.
Costruita secondo i progetti di Michele Capobianco, nel 2004 è stata sottoposta un radicale restauro, grazie al quale lo scalo divenne parte del circuito delle stazioni dell'arte, diretto dall'architetto Capobianco e da suo figlio Lorenzo con consulenze artistiche di Achille Bonito Oliva. In seguito a ciò la stazione è entrata a far parte delle "stazioni dell'arte".

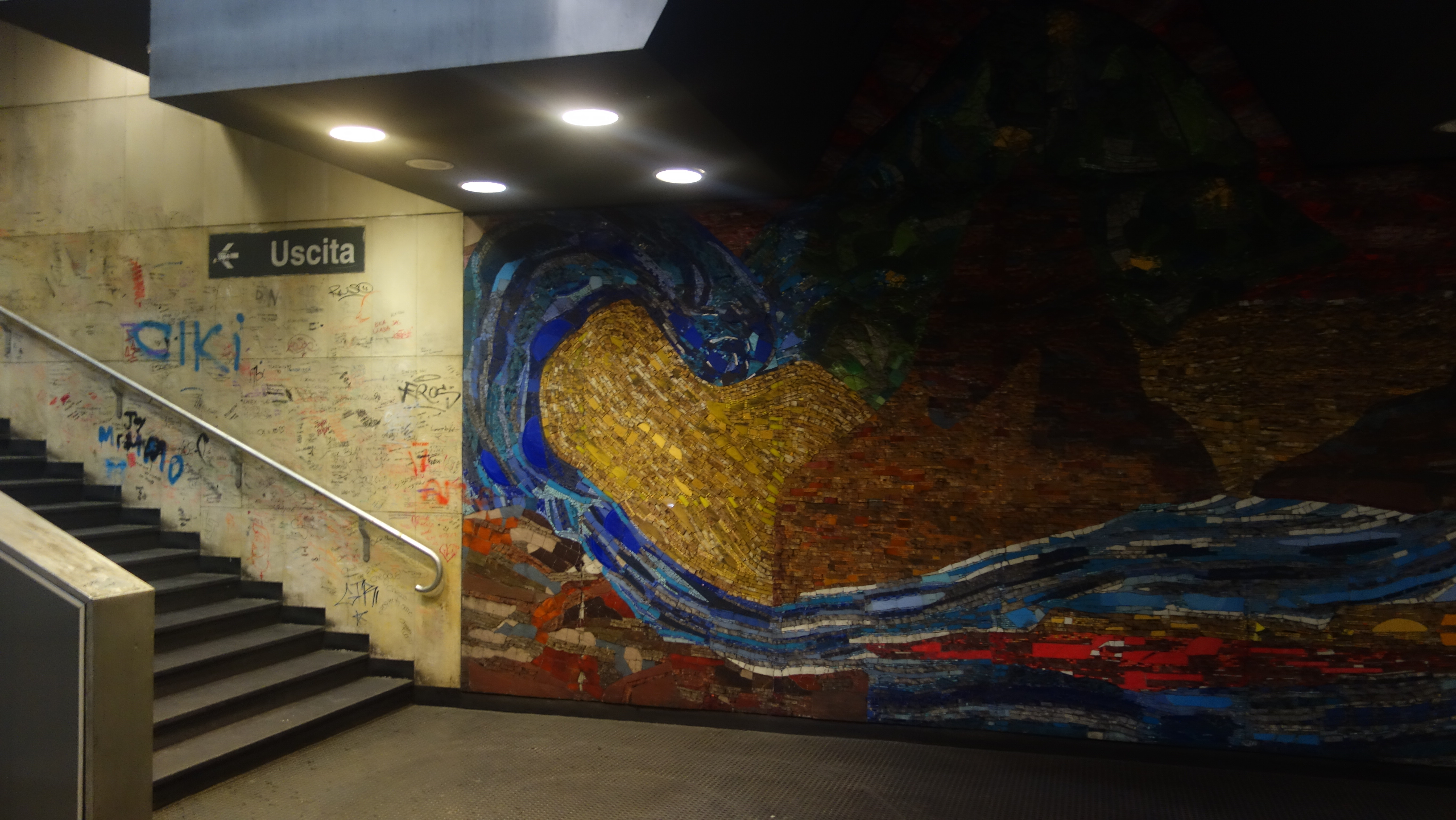
Installazione artistica di Giulio Paolini raffigurante un masso in una gabbia di vetro, situata nei pressi delle scale d'uscita presso la banchina

Nell'atrio si trova un'installazione di Giulio Paolini, consistente in un grande masso che sembra infrangere il recinto trasparente che lo imprigiona. I corridoi laterali sono adornati da una lunga striscia di Vettor Pisani e da fotografie delle architetture della città di Napoli di Gabriele Basilico e Olivo Barbieri. Nel mezzanino si trova un'opera di Mario Merz, rappresentante la successione di Fibonacci, che prosegue sulla parete verticale di fondo con raffigurazioni di animali preistorici. Alle pareti laterali delle scale mobili di salita sono presenti due stelle in acciaio di Gilberto Zorio. Nell'incrocio tra le scale che portano alle due banchine sono raffigurati otto cilindri, opera di Gregorio Botta. Sulle banchine sono presenti due grandi mosaici di Isabella Ducrot.

## Servizi
La stazione dispone di:
- Biglietteria automatica
- Infopoint UnicoCampania
- Ricevitoria con vendita di biglietti

## Interscambi
- Fermata autobus